# Focke-Wulf Fw 44
«Фокке-Вульф» Fw 44 «Штигліц» (нім. Focke-Wulf Fw 44 Stieglitz; Щиглик) — німецький двомісний навчально-тренувальний літак-біплан розробки компанії Focke-Wulf 1930-х років. Ранній проєкт Курта Танка, він був виготовлений компанією «Фокке-Вульф» як пілотний навчально-спортивний літак. Також за ліцензією будувався в кількох інших країнах.

## Зміст
Fw 44 «Штигліц» являв собою біплан зі звичайною компоновкою і прямими, неконічними крилами. Дві його відкриті кабіни були розташовані в тандемі, і обидві кабіни були оснащені приладами управління. Літак мав фіксоване шасі з хвостовим колесом. Він використовував елерони як на верхніх, так і на нижніх крилах. Силовою установкою літака був радіальний двигун Siemens-Halske Sh.14A-4.
5 вересня 1932 року прототип літака здійснив перший політ. Після багатьох тестових випробувань та внесення модернізацій і модифікацій для підвищення довговічності та аеродинаміки літака, остання версія літака Fw 44 стала чудовим зразком навчального та спортивного літака.
Другою версією Fw 44 був Fw 44B, який мав чотирициліндровий рядний двигун з повітряним охолодженням Argus As 8 потужністю 90 кВт (120 к.с.).
20 Fw 44, придбаних Китаєм, були модифіковані для виконання бойових завдань і брали участь на ранньому етапі Другої японсько-китайської війни, поки всі не були втрачені в бою.
Останньою версією серії був Fw 44J, який продавався або виготовлявся за ліцензією в кількох країнах світу. Він був оснащений семициліндровим радіальним двигуном Siemens-Halske Sh 14.

## Країни-оператори

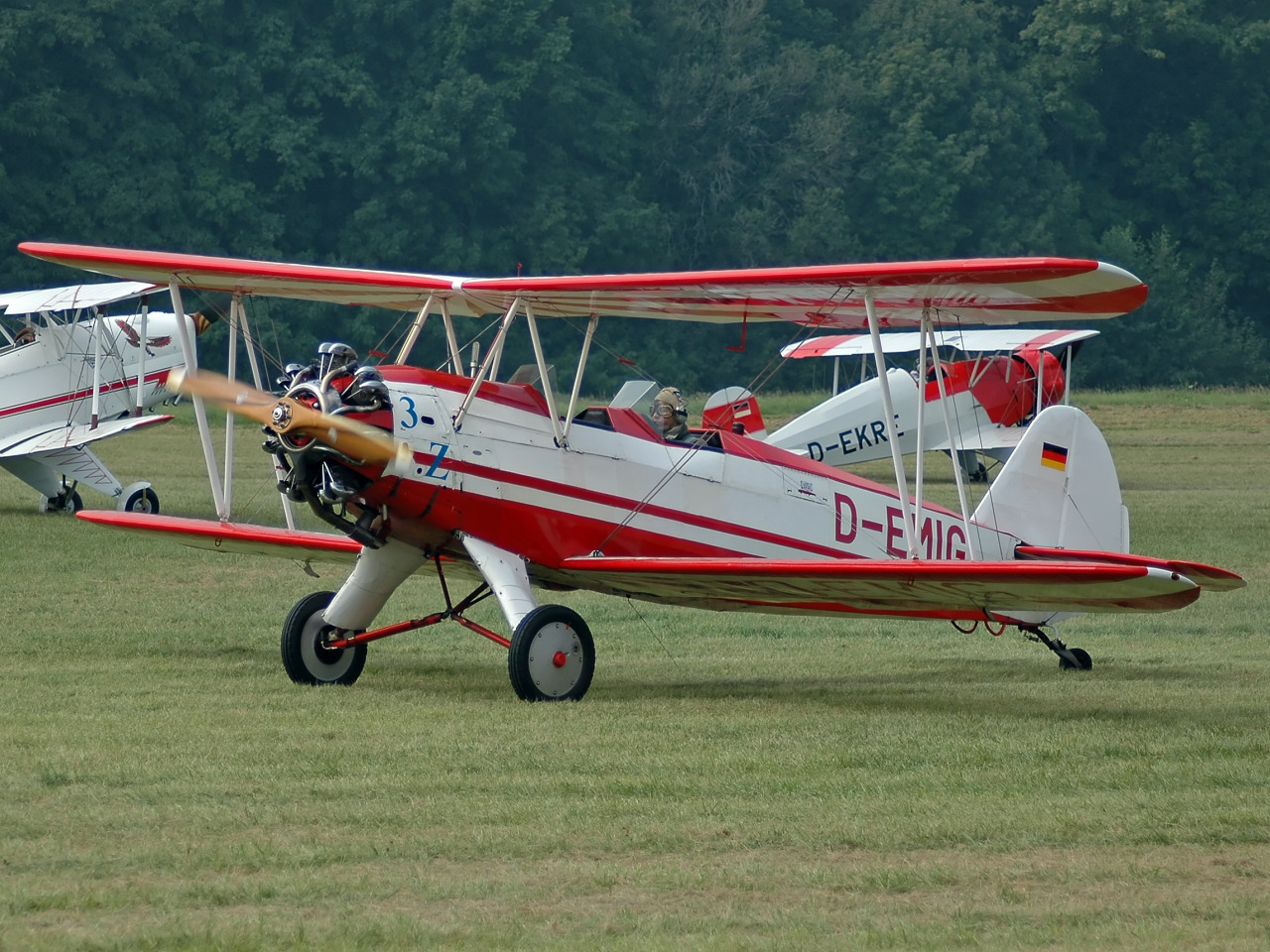
Focke-Wulf Fw 44J 2005

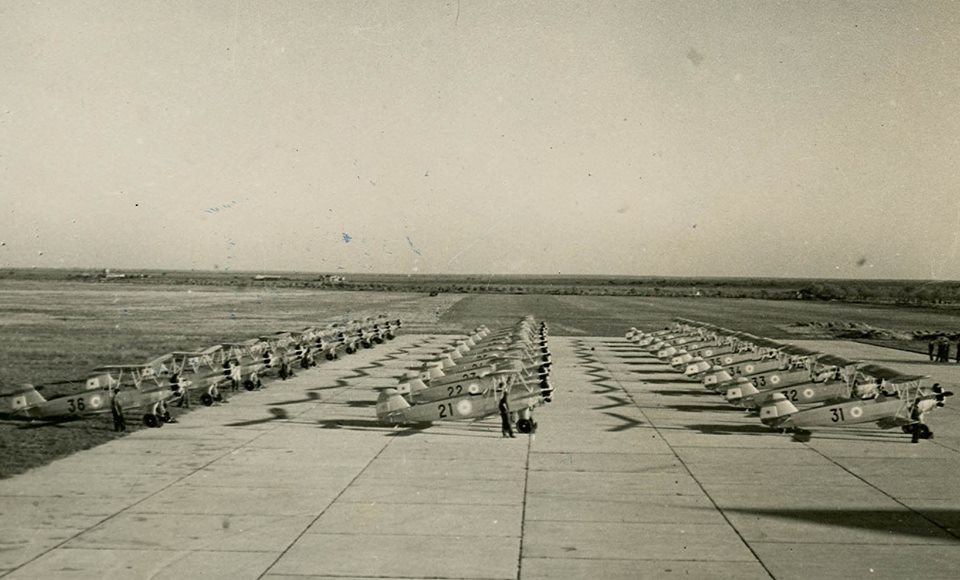
Focke-Wulf Fw 44s з Аргентини, бл. 1937.

Австрія
- Повітряні сили Австрії

 Аргентина
- Повітряні сили Аргентини
- Авіація ВМС Аргентини

 Третє Болгарське царство
- Повітряні сили Болгарії

 Болівія
- Повітряні сили Болівії

 Бразилія
- Морська авіація Бразилії

 Іспанія
- Повітряні сили Іспанії

 Колумбія
- Повітряні сили Колумбії

 Третій Рейх
- Люфтваффе

 Польща
- Повітряні сили Польщі

 Румунське королівство
- Королівські повітряні сили Румунії

 Перша словацька республіка
- Повітряні сили Словаччини

 Туреччина
 Угорщина
- Повітряні сили Угорщини

 Фінляндія
- Повітряні сили Фінляндії

 Чехословаччина
- Повітряні сили Чехословаччини

 Чилі
- Повітряні сили Чилі

 Швейцарія
- Повітряні сили Швейцарії

 Швеція
- Повітряні сили Швеції

 СФРЮ
- Повітряні сили Югославії

## Однотипні літаки за епохою, призначенням
- Albatros Al 101
- Heinkel He 63
- Avro 626
- De Havilland Tiger Moth
- Fleet Fawn
- Breda Ba.25
- CANT 36
- SAIMAN 200
- PWS-16
- SET 7
- Consolidated PT-3
- Consolidated PT-11
- Curtiss JN-4
- По-2
- Morane-Saulnier MS.315
- Romano R.82
- Tachikawa Ki-9
- Kyushu K9W